# Specie ad anello
Le specie ad anello sono il risultato osservabile, anche ai nostri giorni, di una lunga e costante evoluzione, la quale nell'arco del tempo evolutivo e delle generazioni successive ha dato origine a delle forme intermedie le quali in alcuni casi si sono mantenute fino a giungere ai giorni nostri, in altri casi si sono estinte, rimpiazzate da quelle successive, che risultavano più adattate all'ambiente.
Sinonimi di specie ad anello sono i termini sovrapposizioni circolari,  specie con distribuzione ad anello e, diffusissimo, l'equivalente inglese ring species.
Il consenso della comunità scientifica è che le specie ad anello siano un esempio di evoluzione in diretta e di speciazione osservabile, in cui è possibile osservare come a partire da una specie, attraverso numerosi intermedi più o meno interfertili e  più o meno rassomiglianti alla specie originaria, se ne formi un'altra.
Darwin per primo ne L'origine delle specie ipotizzò che per ogni specie attuale, dovettero esistere un gran numero di forme intermedie le quali rispecchiassero tutti i cambiamenti che da un lontano progenitore hanno portato alla forma attuale della specie, ma per via di fenomeni quali le estinzioni, a noi sono arrivate solo alcune specie.
Attualmente con il termine specie ad anello si intendono tutte quelle specie i cui intermedi si sono conservati, anziché come fossili, come organismi viventi, pertanto studiabili ed irrefutabili.

## Larus

Fig. 2; Gabbiani del genere Larus formano una specie ad anello intorno all'Artico
(1: Larus fuscus sensu stricto, 2: Siberian population of Larus fuscus, 3: Larus fuscus heuglini, 4: Larus argentatus birulai, 5: Larus argentatus vegae, 6: Larus argentatus smithsonianus, 7: Larus argentatus argentatus,)

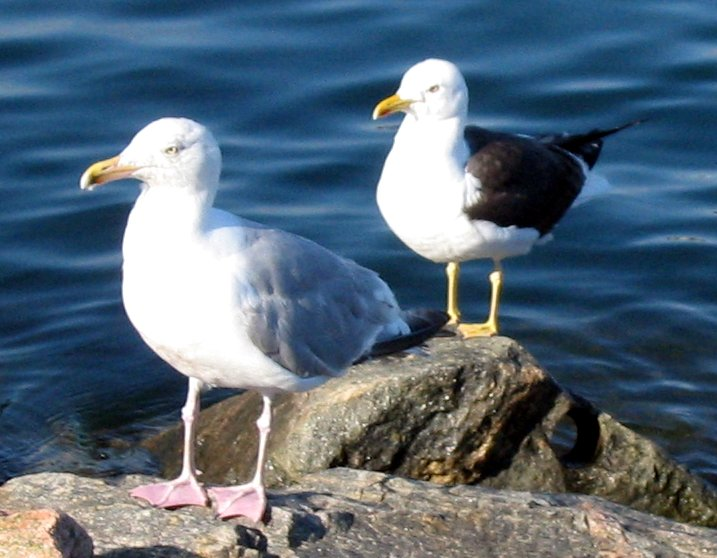
Fig. 1; Larus argentatus (in primo piano) Larus fuscus (in secondo piano)

L'esempio di specie ad anello maggiormente noto è dato dai gabbiani del genere tassonomico Larus, anche se attualmente nuove evidenze stanno rimettendo in discussione questo esempio come esempio canonico; sono infatti note diverse specie ad anello.
Osservando la distribuzione geografica delle specie di gabbiano, originatesi per migrazioni successive, intorno al circolo polare artico notiamo che ruotando attorno al circolo polare i gabbiani che osserviamo tendono ad essere leggermente diversi rispetto a quelli che li precedono o li seguono.
Sebbene le specie vicine di gabbiani si incrocino fra loro (si possono ibridare, sono interfecondi), risultano leggermente differenti; Se osserviamo la specie Larus argentatus argenteus (fig.2, punto 7) e continuiamo a girare attorno al circolo polare artico, notiamo che questi gabbiani diventano sempre un po' più diversi ed iniziano ad assomigliare ai gabbiani Larus fuscus (fig.1).
I gabbiani Larus argentatus (Inghilterra) non possono incrociarsi, dare origine a prole fertile (non sono interfecondi), con i gabbiani Larus fuscus (nord Russia), ma i gabbiani Larus argentatus argenteus (Inghilterra) si possono incrociare, con i gabbiani: Larus argentatus smithsonianus (nord America), Larus argentatus vegae e Larus argentatus birulai (est siberia).
A loro volta i Larus argentatus birulai, Larus argentatus vegae ed in parte Larus argentatus smithsonianus, possono incrociarsi con Larus fuscus heuglin e  Larus fuscus sensu stricto.
Se percorriamo il circolo artico (fig.2, freccia viola) partendo dall'Inghilterra ed andando verso la Russia, osserviamo che i gabbiani Larus argentatus argenteus (Inghilterra), sia dal punto di vista delle somiglianze anatomiche, sia dal punto di vista degli incroci (interfecondità), diventano progressivamente gabbiani Larus fuscus sensu stricto.
Larus argentatus e Larus fuscus, sebbene siano due specie distinte e non interfeconde, possiedono tutta una serie di specie intermedie, le quali sono interfeconde sia con Larus argentatus che con i Larus fuscus.
Larus argentatus e Larus fuscus rappresentano quindi due specie ad anello.

## Altri esempi
Altri esempi di specie ad anello sono:
- le salamandre Ensatina eschscholtzii/klauberi, una specie ad anello evolutasi nella Central Valley in California, spesso utilizzata in maniera più canonica nei testi recenti;[7]
- il luì verdastro (Phylloscopus trochiloides), uccello passeriforme euro-asiatico, forma una specie ad anello evolutasi attorno alla catena himalaiana.[8]